# 伊計島ロラン局

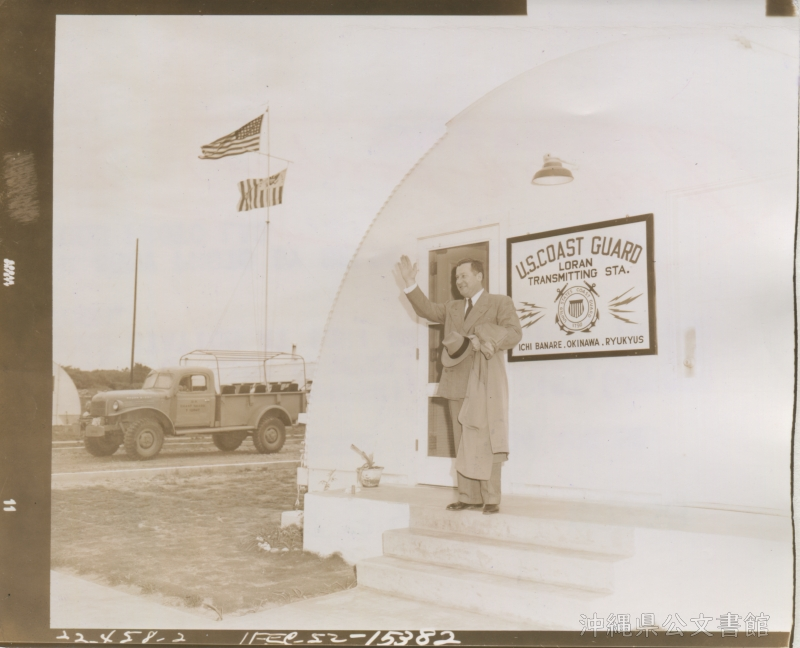
琉球軍司令部イチバナレシマのロランステーションを訪れた下院議員 (1952年)

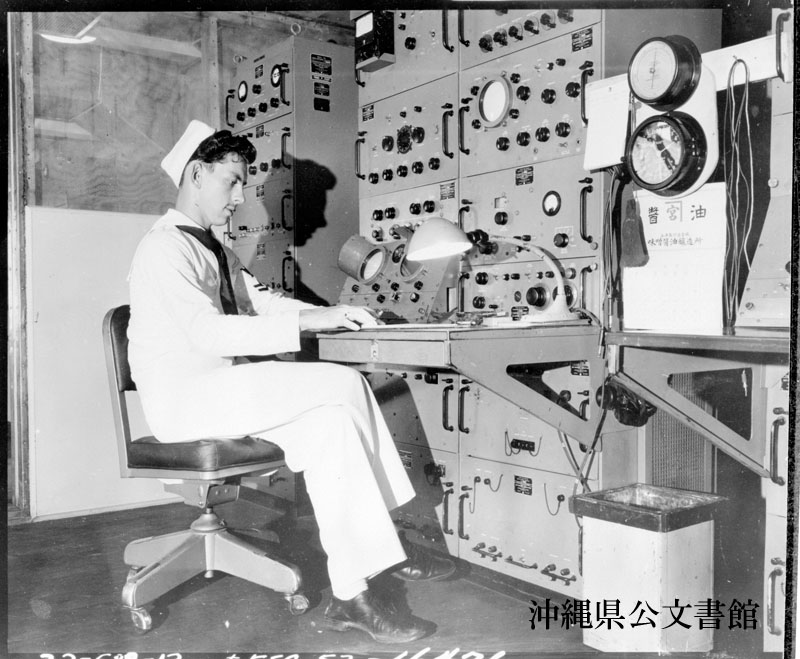
伊計島の沿岸警備隊基地 (1952年)

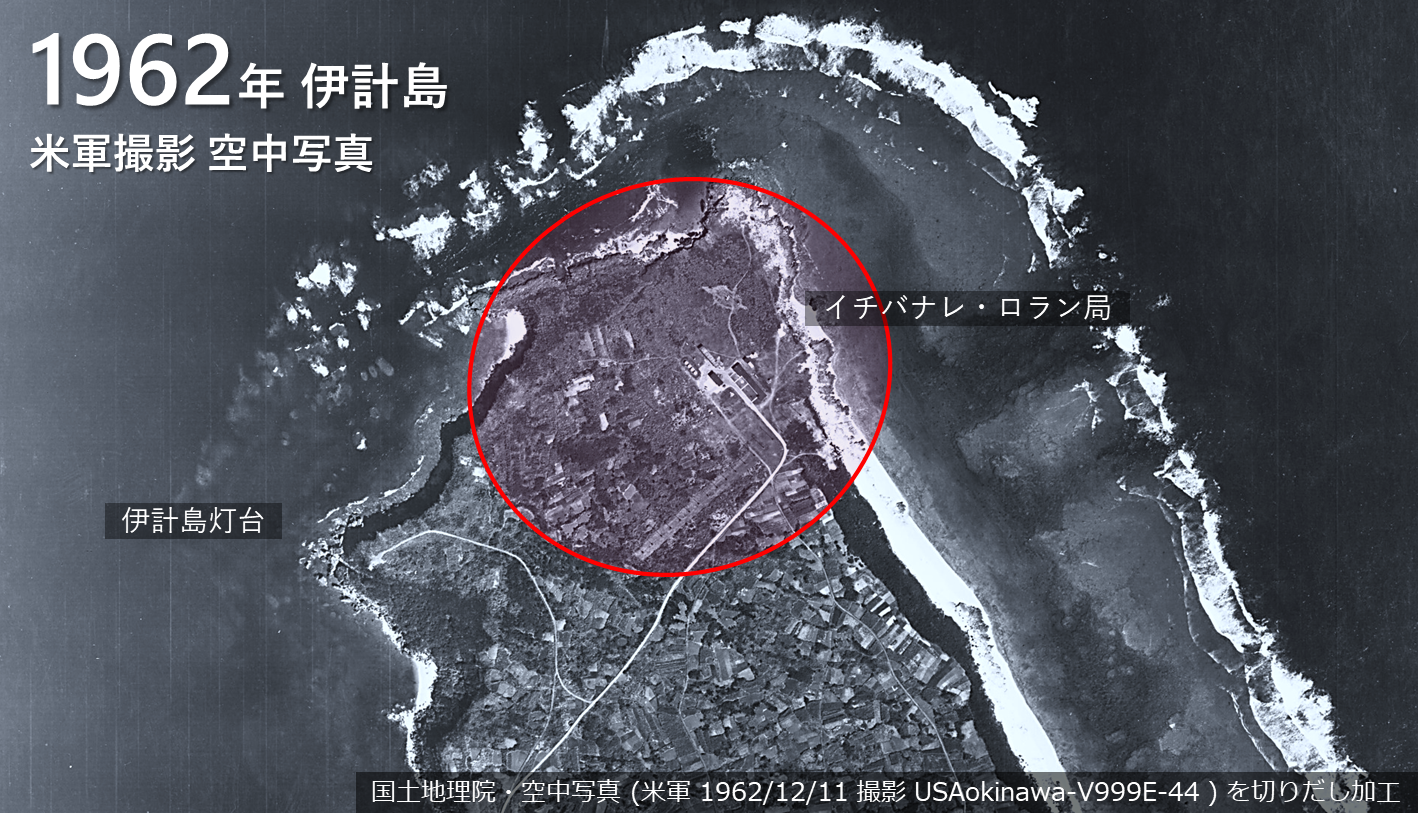
空中写真から見る伊計島ロラン局。南側には小飛行場の滑走路が見られる。(1962年)

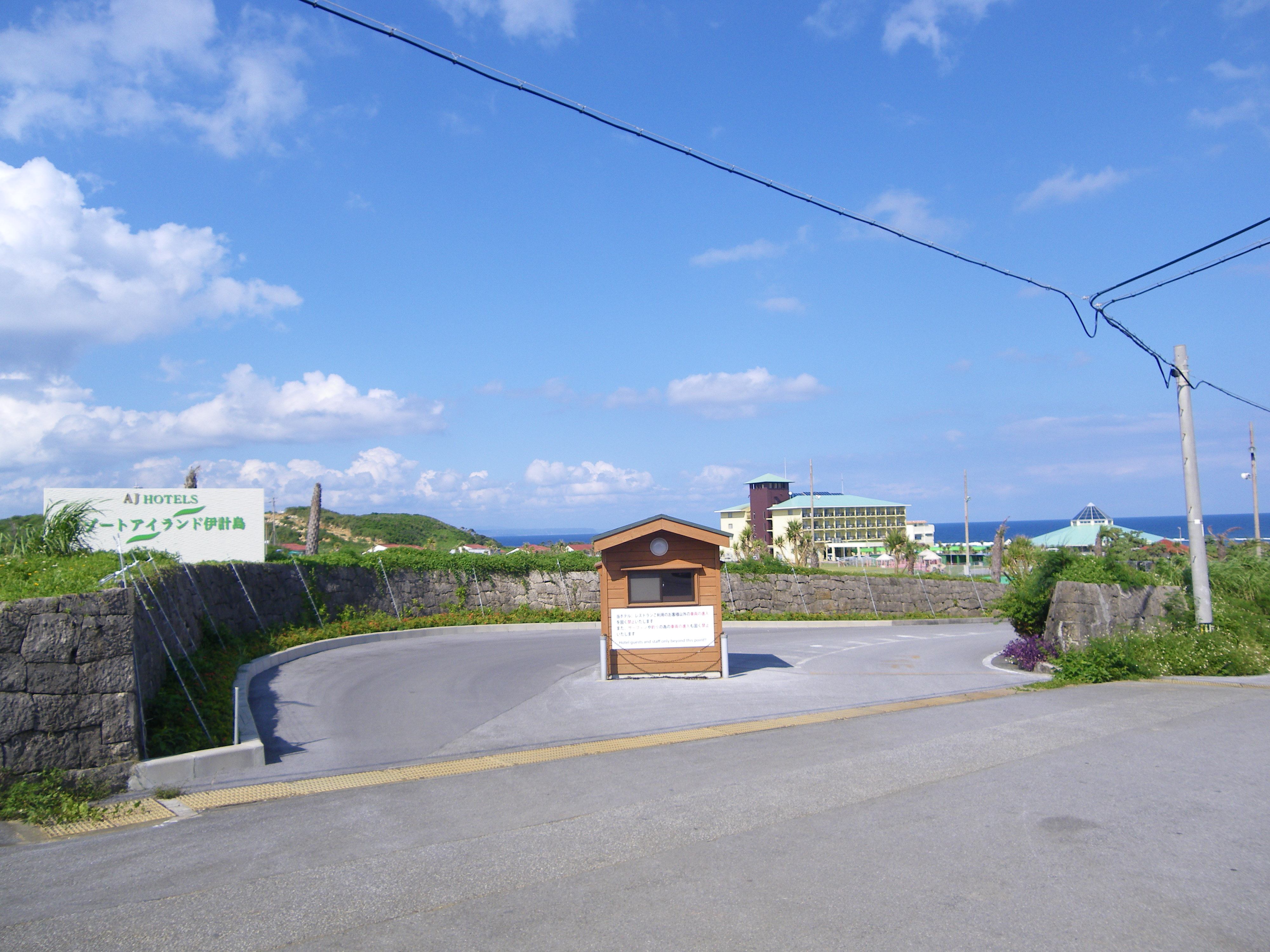
伊計島ロラン局の跡地に建設された伊計島温泉AJリゾートアイランド伊計島

伊計島ロラン局（いけいじまロランきょく 英語 Ichi Banare LORAN Station）は米軍が1945年に現在の沖縄県与那城町 (現・うるま市与那城) 伊計の北部に建設した通信施設 LORAN の基地局。米軍での名称は「イチバナレ (伊計離) ロランステーション」とよばれた。ロラン局は1964年に慶佐次通信所に移設され、伊計島のロラン局は閉局した。跡地はリゾートホテル「伊計島温泉AJリゾートアイランド伊計島」。

## 概要
ロラン (LORAN: Long Range Navigation)は、米国が第二次世界大戦中に開発した双曲線航法用の電波標識で、1942年10月に大西洋岸で最初のロラン局が業務を開始した。ロラン基地局チェーンは太平洋戦争でも、爆撃機の誘導、占領部隊の移動、物資の輸送等に幅広く活用された。また米軍は沖縄戦から戦後にかけて沖縄や日本の各地に次々とロラン局を建設した。1945年5月に硫黄島ロラン局を、また9月に伊計島ロラン局を開局した。
1964年9月に、沖縄県東村慶佐次にロラン局を新設し、移転した後、伊計島のロラン局は返還された。
- 伊計島ロラン局 (Ichi Banare LORAN Station)
- 開局: 1945年5月
- 管理: 米沿岸警備隊
- 面積: 109,000㎡[2]
- 返還: 1964年9月30日

## 名称について
米軍は、伊計島北端にロラン局を設置し、そこを「イチバナレ・ステーション」と呼んだ。伊計 (いけい) を琉球語では「いち」「いけ」と発音するため、伊計島を、伊計離「いちばなり」「いちばなれ」と発音した。米軍は戦前からその土地の言葉で地形と情勢の調査を行っていたため、基地名には日本語読みではなく、伝統的な琉球語が多く使用された。

## 伊計離ロラン局
1945年4月7日、米軍は伊計島 (Ike Jima) と宮城島 (Takabanare) に上陸する。その後、5月3日からロラン基地局の調査が行われ、15日から建設が始まった。6月、伊計島と宮城島、与勝半島周辺の住民、約8,000人が平安座民間人収容所 (平安座市) に移送され収容された。伊計離ロラン局の運営は終戦後の9月から開局した。
1945年10月、阿久根台風で放送停止の被害
1950年9月、エマ台風で放送停止の被害
1964年7月、慶佐次通信所に移設、伊計島ロラン局は12日に閉局

## 跡地
1964年9月30日、ロラン局が返還される。跡地には、1989年にビッグタイムリゾート伊計島が建設された。2013年には伊計島温泉AJリゾートアイランド伊計島として改装された。南側の小飛行場滑走路は、伊計島サーキットとなっていたが、2013年に閉鎖され、隣接するホテルにゴーカートのコースとして吸収された。2017年には普天間飛行場所属のAH1Z攻撃ヘリコプターがホテルの600m離れた場所に不時着した。

## 参考項目
沖縄の米軍基地
|                    | 開設       | 移管          | 閉局         |
| ------------------ | ---------- | ------------- | ------------ |
| 伊計島ロラン局     | 1945年9月  |               | 1963年       |
| 慶佐次通信所 (C局) | 1963年11月 | 1978年2月1日  | 2015年2月1日 |
| 宮古島ロラン (A局) | 1953年8月  | 1972年5月15日 |              |